# Tysスーパー編集局
『tysスーパー編集局』（ティーワイエス スーパーへんしゅうきょく）は、2005年3月28日から2016年9月2日まで、テレビ山口で放送されていたローカルニュース・情報番組だった。翌週9月5日より新番組『tysニュースタイム』に番組をバトンタッチされる。『JNNイブニング・ニュース』の後のローカルニュース枠として、それまでテレビ山口が放送していた『TYS夕やけニュース21』に替わってスタートした。略称は「スパ編」。

## 概要
『「?」「疑問」を「なるほど!」に変える。』というコンセプトの下、ニュースを判りやすく解説するのが売り。地元のアーティストを迎えるコーナーもあり、これまでのローカルニュースには無かった新しい試みを次々と行っている。
開始当初のセットは、ヘッドラインが「黒板」に書かれていたり、キャスターの座る位置が別々だったり、ソファーがあったりと特徴的なものだったが、2006年4月3日にリニューアルされたセットでは、一般的な「座って伝える」形式に変わった。それでも机や椅子の配置、カメラなど、普通のニュース番組に比べやや変わったものとなっていたが、2008年のリニューアルにより特徴的だったセットも『イブニング・ファイブ』を意識したものに変更され、やはりオーソドックスなニュース番組に戻った。なお、右上に表示されるテロップなどは、『Nスタ』を模しているものになっている。
放送開始時からハイビジョン制作。地上デジタル放送の試験放送開始（2006年5月1日）に合わせ、一般に向けてのハイビジョンでの放送も開始された。
2016年9月2日を以て、当番組がリニューアルのために終了、翌週9月5日より、タイトルが『tysニュースタイム』に変更となる。

## 出演者
以下、すべてtysアナウンサー。
- 香川純也 - 2代目メインキャスター（2009年10月 - ）
- 関谷名加 - サブキャスター（月曜・火曜）・気象情報（月曜）担当（※2015年6月ごろ - 2016年3月末は産休）
- 木村智美 - サブキャスター（水曜・木曜・金曜（※2015年6月ごろ - 2016年3月末は関谷産休で月曜・火曜・水曜））
- 大東和華子 - サブキャスターおよび気象情報（火曜）・リポート担当（※2015年6月ごろ - 2016年3月末は関谷産休で木曜・金曜）
- 永岡克也 - スポーツ（スポチャン3）担当
- 佐藤けい - リポート担当、および気象情報・スポーツ担当
- 横溝洋一郎 - 周南スタジオ（周南市御幸通）から、県東部のニュースを担当。2009年9月までは初代メインキャスター（局長名義で出演）。
- 木村那津美 - 気象情報（水 - 金曜）・リポート担当

過去のキャスター
| 期間      | 期間      | メインキャスター （局長） | サブキャスター | サブキャスター | サブキャスター |
| 期間      | 期間      | メインキャスター （局長） | 月曜・火曜     | 水曜           | 木曜・金曜     |
| --------- | --------- | ------------------------- | -------------- | -------------- | -------------- |
| 2005.3.28 | 2009.9.25 | 横溝洋一郎                | 木村智美       | 木村智美       | 木村智美       |
| 2009.9.28 | 2013.9.27 | 香川純也                  | 木村智美       | 木村智美       | 早川友希       |
| 2013.9.30 | 2015.5.29 | 香川純也                  | 関谷名加       | 木村智美       | 木村智美       |
| 2015.6.1  | 2016.4.1  | 香川純也                  | 木村智美       | 木村智美       | 大東和華子     |
| 2016.4.4  | 2016.9.2  | 香川純也                  | 関谷名加       | 木村智美       | 木村智美       |

- 柳田純司 - スポーツ担当
- 大波多美奈（気象予報士） - 気象情報・リポート担当

## 放送時間
- 月曜 - 金曜 18:16 - 18:52 （2005.3.28 - 2009.3.27） - 他に夕方の本編を再編集した『スーパー編集局・深夜便』が同日深夜に放送されている。2007年4月頃からハイビジョン放送となった。内容は、ローカルニュースと特集は本編から、天気予報は後付けでローカル天気と同じように放送。また、このクールでは『JNNイブニング・ニュース』から接続する際に1993年までクロスプラグで使用していたジングル音「キンコーン」を鳴らした後、メインキャスターがコメントを述べてからオープニングに入っていた。
- 月曜 - 金曜 18:05 - 18:45 （2009.3.30 - 2009.9.25） - TBSで2009年3月30日から、今の『JNNイブニング・ニュース]』の枠からゴールデン枠までを大幅統合させて『総力報道!THE NEWS』をスタートさせるが、『スパ編』はこの番組のローカル枠の中に内包させる。なお、2009年9月9日放送分については、サッカー2010FIFAワールドカップ強化マッチ放送のため、『総力報道!THE NEWS』が1時間繰り上げになるために本番組も繰り上げられた。
- 月曜 - 金曜 17:49 - 18:40 （2009.9.28 - 2010.3.26） - さらなるTBSの改編で『総力報道!THE NEWS』がJNN全国パート（現在の2部）のみに短縮され、新たに『イブニングワイド』が始まった。tysではスパ編の放送時間を拡大させた。うち、17:50 - 18:00は「東京からのニュース」扱いでネット。tysでははじめて、「ローカルニュースに全国ニュースを内包」させる。
- 月曜 - 金曜 18:15 - 19:00 （2010.3.29 - 2013.3.29） - さらなるTBSの改編で『Nスタ』が始まる。tysではJNN全国パートである、17:45 - 18:15のみ放送。その後『スパ編』になる。放送時間は2009年3月27日までの放送時間とほぼ同枠になる（ただし、開始が1分早く、終了が8分遅いため、実質の拡大）。
- 月曜 - 金曜 17:45 - 17:50、18:15 - 19:00 （2013.4.1 - ） - さらなるTBSの改編で『Nスタ』の全国パート枠が5分短縮され、17:50 - 18:15になった。17:45からの5分間は『きょうのスパ編』として、ニュースを2本程度と天気を放送する。2015年9月28日からは、Nスタニュースワイド第0部ネット開始（月 - 木曜）と2015年9月に終了したそうだ旅（どっか）に行こう。（金曜）遅れネット開始に伴い、きょうのスパ編の開始時間が17:47に変更となった。

## 番組構成、タイムテーブル

### 2009年3月までの番組構成
- 18:16 オープニング、やまぐちtoday
- 18:17 きょうのニュース
- 18:32 特集
- 18:42 チャンネル3（スリー） - tysのおすすめ番組紹介。コーナー名はテレビ山口のデジタル放送IDキー番号に因んだもの。
- 18:46 天気予報
- 18:51 ニュースフラッシュ〜やまぐちtoday〜
- 18:52 次回予告、エンディング